# Dan Craven
Dan Craven (* 1. Februar 1983 in Omaruru, Südwestafrika) ist ein ehemaliger namibischer Radrennfahrer.

## Leben
Dan Craven wuchs im nördlichen Kernland von Namibia auf und studierte an der Universität Stellenbosch im benachbarten Südafrika Politikwissenschaft, Philosophie und Ökonomie. Der 1,84 Meter große Sportler stand im Aufgebot der namibischen Nationalauswahl für die Olympischen Sommerspiele 2012 und 2016, beendete das Rennen jedoch jeweils vorzeitig. Zu jener Zeit gehörte er dem Team IG-Sigma Sport an. Zuvor war er seit 2009 Fahrer des Teams Rapha Condor. Anfang 2014 gehörte er kurzzeitig der deutschen Mannschaft Bike Aid-Ride for Help an. Von 2014 bis 2016 fuhr er für das französische Team Europcar und wechselte 2016 zum israelische Team Cycling Academy.
Craven wurde mehrfach namibischer Meister im Straßenradrennen und gewann 2014 die Tour du Cameroun und 2018 die Tour du Sénégal. Er beendete im Februar 2022 seine professionelle Karriere.
Craven lebt in Omaruru und hat dort eine exklusive Fahrradmanufaktur, Onguza, aufgebaut.
Dan Craven ist der Enkel von Danie Craven, einem bekannten südafrikanischen Rugbyspieler und -trainer.

## Erfolge
2006
- Namibischer Meister – Straßenrennen
- Afrikameisterschaft – Straßenrennen

2007
- Nedbank Cycle Classic
- Namibian Cycle Classic

2008
- Namibischer Meister – Straßenrennen
- Afrikameisterschaft – Einzelzeitfahren
- Afrikameister – Straßenrennen
- Nedbank Cycle Classic

2009
- UCI Africa Tour

2010
- eine Etappe FBD Insurance Rás
- eine Etappe Tour of Rwanda
- Afrikameisterschaft – Straßenrennen

2011
- Nedbank Cycle Classic
- eine Etappe Vuelta a León

2013
- Afrikameisterschaft – Straßenrennen

2014
- Gesamtwertung Tour du Cameroun

2015
- Namibischer Meister – Straßenrennen

2016
- Namibischer Meister – Straßenrennen

2017
- Namibische Meisterschaft – Straßenrennen

2018
- Gesamtwertung und eine Etappe Tour du Sénégal
- Nedbank Cycle Classic

2019
- Nedbank Cycle Classic

2020
- Namibische Meisterschaft – Straßenrennen